# ライプニッツの記法
ライプニッツの記法（ライプニッツのきほう, 英: Leibniz's notation）とは, 数学における微分の記法のひとつである.
{\displaystyle \Delta x} と {\displaystyle \Delta y} がそれぞれ {\displaystyle x} と {\displaystyle y} の有限微小変化量を表すように, {\displaystyle x} と {\displaystyle y} の微小変化量すなわち無限小変化量を表す記号として {\displaystyle {\rm {d}}x} と {\displaystyle {\rm {d}}y} を用いる. 17世紀のドイツの哲学者・数学者であるゴットフリート・ライプニッツにより提唱された. {\displaystyle x} の関数 {\displaystyle y} すなわち:
{\displaystyle y=f(x),}
において, {\displaystyle x} に関する {\displaystyle y} の微分が,
{\displaystyle \lim _{\Delta x\to 0}{\frac {\Delta y}{\Delta x}}=\lim _{\Delta x\to 0}{\frac {f(x+\Delta x)-f(x)}{\Delta x}},}
で表されるとき, それはライプニッツによると, {\displaystyle x} の微小変化量と {\displaystyle y} の微小変化量の比, すなわち:
{\displaystyle {\frac {{\rm {d}}y}{{\rm {d}}x}}=f'(x),}
で表される. ここに, 右辺は {\displaystyle x} における微分 {\displaystyle f} のラグランジュの記法である. 同様に, 現代の数学者はしばしば不定積分:
{\displaystyle \int f(x)\,{\rm {d}}x,}
を次の極限で表す.
{\displaystyle \lim _{\Delta x\to 0}\sum _{i}f(x_{i})\,\Delta x.}
ここに, {\displaystyle \Delta x} は {\displaystyle x_{i}} の間隔であり, ライプニッツは無限小 {\displaystyle f(x)\,{\rm {d}}x} の総和（積分記号は総和を意味する）として表現した.
このライプニッツによる考え方の長所は, その次元解析との整合性である. 例えば, ライプニッツの記法では二階導関数は, 
{\displaystyle {\frac {{\rm {d}}^{2}y}{{\rm {d}}x^{2}}}=f''(x),}
であり, {\displaystyle {\tfrac {y}{x^{2}}}} と同じ次元を持つ[a]. また, 多くの微積分に関する公式の表現との整合性があることも特筆できる（#微分に関するライプニッツの記法）.

## 歴史
微分積分学に対するアイザック・ニュートンとゴットフリート・ライプニッツのアプローチは17世紀にさかのぼる. 19世紀には, 数学者たちは微分と積分に対してライプニッツの記法を表現上のものとして採用したことにより決着した. それは, 無限小の考え方にはその開発過程で論理的な矛盾があることを見いだしていた. 19世紀の多くの数学者（オーギュスタン＝ルイ・コーシー, カール・ワイエルシュトラスら）は, 前項で示したように微分と積分を無限小ではなく極限を用いて厳密に扱う論理的な方法を発見した. それにも関わらず, ライプニッツの記法が現代でも一般的に用いられている. ライプニッツの記法が記法として扱われることが必須ではないが, 微分方程式の解法における変数分離の技術的方法の使用の際には他の記法よりも簡単に利用できるのである. 物理学的な応用では例えば, 時間あたりの距離（速度）である関数 {\displaystyle f(x)} においては {\displaystyle {\rm {d}}x} は時間であるので, {\displaystyle f(x)\,{\rm {d}}x} は距離, すなわち積分である. このようにライプニッツの記法は次元解析との調和性がある.
しかし, 1950〜1960年代ではアブラハム・ロビンソンは微小量を記法的にも厳密に扱う方法を導入し, その観点から微分積分学を見直した. しかしロビンソンの方法はほとんどの数学者には採用されなかった. 一人の数学者ハワード・ジェローム・キースラーはロビンソンの考え方を支持し, 大学一年次用の微分積分学教科書『Elementary Calculus: An Infinitesimal Approach』を執筆している.

## 微分に関するライプニッツの記法
微分に対するライプニッツの記法では関数 {\displaystyle f(x)} の導関数は次のように表現される.
{\displaystyle {\frac {{\rm {d}}{\bigl (}f(x){\bigr )}}{{\rm {d}}x}}.}
関数を表す従属変数により, 一例として,
{\displaystyle y=f(x),}
のように表すとすれば, その導関数を次のように書き表すことができる:
{\displaystyle {\frac {{\rm {d}}y}{{\rm {d}}x}}.}
ラグランジュの記法により, 次のように書き表すことができる.
{\displaystyle {\frac {{\rm {d}}{\bigl (}f(x){\bigr )}}{{\rm {d}}x}}=f'(x).}
ニュートンの記法を用いると, 次のように書き表すこともできる。
{\displaystyle {\frac {{\rm {d}}x}{{\rm {d}}t}}={\dot {x}}.}
高階導関数に対しては, 次のように表現する.
{\displaystyle {\frac {{\rm {d}}^{n}{\bigl (}f(x){\bigr )}}{{\rm {d}}x^{n}}}={\frac {{\rm {d}}^{n}y}{{\rm {d}}x^{n}}}.}
それぞれ, {\displaystyle f(x)} あるいは {\displaystyle y} の {\displaystyle n} 階導関数である. 歴史的にはこのことは, 例えば3階導関数は, 
{\displaystyle {\dfrac {{\rm {d}}\left({\dfrac {{\rm {d}}\left({\tfrac {{\rm {d}}\left(f(x)\right)}{{\rm {d}}x}}\right)}{{\rm {d}}x}}\right)}{{\rm {d}}x}},}
のように表したことに起因しており, これを簡易的に次のように表現することができる:
{\displaystyle \left({\frac {\rm {d}}{{\rm {d}}x}}\right)^{3}{\bigl (}f(x){\bigr )}={\frac {{\rm {d}}^{3}}{\left({\rm {d}}x\right)^{3}}}{\bigl (}f(x){\bigr )}.}
現代ではそのカッコを省略し, 次のように記す.
{\displaystyle {\frac {{\rm {d}}^{3}}{{\rm {d}}x^{3}}}{\bigl (}f(x){\bigr )}={\frac {{\rm {d}}^{3}y}{{\rm {d}}x^{3}}}.}
これによって, 連鎖律（合成関数の微分法）あるいは置換積分法の表現では {\displaystyle {\rm {d}}} の項が約分されることになることよりその表現が簡単であり整合性がある.
{\displaystyle {\frac {{\rm {d}}y}{{\rm {d}}x}}={\frac {{\rm {d}}y}{{\rm {d}}u_{1}}}\cdot {\frac {{\rm {d}}u_{1}}{{\rm {d}}u_{2}}}\cdot {\frac {{\rm {d}}u_{2}}{{\rm {d}}u_{3}}}\cdots {\frac {{\rm {d}}u_{n}}{{\rm {d}}x}},}
{\displaystyle \int y\,{\rm {d}}x=\int y{\frac {{\rm {d}}x}{{\rm {d}}u}}\,{\rm {d}}u.}